# Technická univerzita v Saské Kamenici
Technická univerzita v Saské Kamenici (německy Technische Universität Chemnitz; zkráceně TU Chemnitz) je se svými přibližně 10 000 studenty z asi 100 zemí a s přibližně 2300 zaměstnanci třetí největší univerzitou Svobodného státu Sasko a zároveň důležitou hnací silou ve svém regionu. Na svých osmi fakultách nabízela v roce 2020 tato vysoká škola 100 studijních programů. Výuka a výzkum TU Chemnitz se soustředí na tři základní kompetence, jimiž jsou: „Materiály a inteligentní systémy“, „Efektivní využívání zdrojů a lehké konstrukce“ a „Člověk a technika“.

## Historie

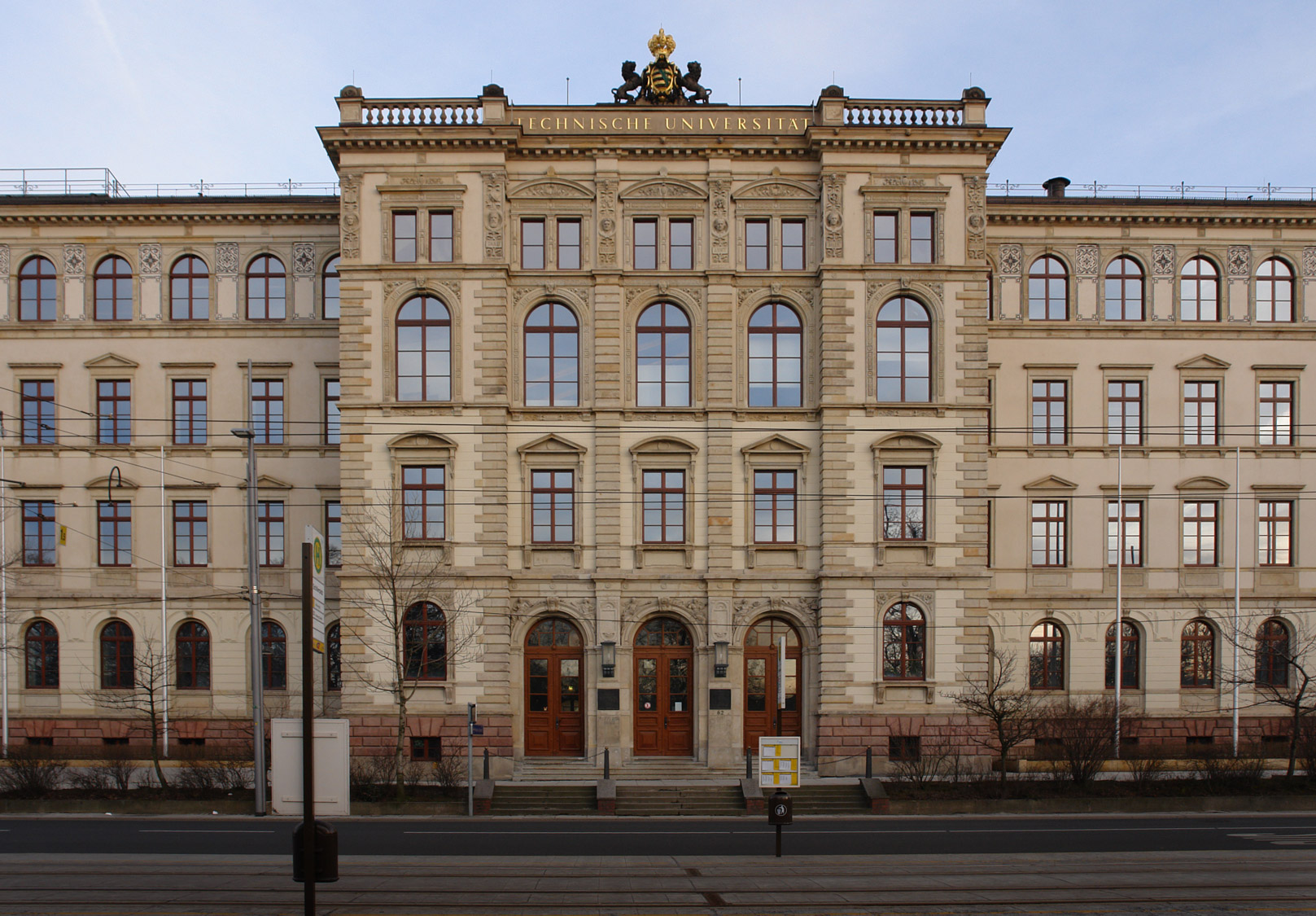
Hlavní budova – pohled na centrální rizalit

Dnešní Technická univerzita byla původně „odbornou průmyslovou školou“ založenou v Chemnitz v roce 1836. Jen o rok později byla do Královské průmyslové škole začleněna Stavební škola, roku 1855 k ní byla připojena rovněž Královská mistrovská škola. Již od svého založení byla průmyslová škola součástí Tovární školy technického kreslení v Chemnitz, vzniklé už v roce 1796, která byla z rozpočtového hlediska od průmyslové školy oddělena v roce 1858. Tyto čtyři původně samostatné instituce existovaly de facto bok po boku a spojeny byly především v osobě společného ředitele. V roce 1878 byly organizačně sjednoceny v jednom školním spolku pod názvem „Fond státních technických učebních ústavů“ (Kasse der Technischen Staatslehranstalten). Především průmyslová škola, která byla roku 1900 přejmenována na Průmyslovou akademii a v roce 1929 na Státní technickou akademii, dosáhla v Německu vysokého uznání a měla mezi technickými a odbornými vysokými školami zvláštní postavení.
Po druhé světové válce bylo roku 1947 sdružení obnoveno jako čistě odborná vyšší škola pod názvem Technický vzdělávací institut. V roce 1953 byla na stejném místě a ve stejné budově založena Vysoká škola strojírenská v Karl-Marx-Stadtu. V rámci zefektivnění technického vzdělávání v NDR pak byla stará technická škola roku 1955 zrušena. Vysoká škola strojírenská v roce 1963 získala status technické vysoké školy a roku 1986 status technické univerzity. Také zde existoval od roku 1951 Ústav marxismu-leninismu pro víceletý studijní kurz „Základů marxismu-leninismu“, jenž byl v NDR povinný pro studenty všech oborů. Později ústavu podléhalo také školení vědeckých pracovníků, docentů a profesorů.
V roce 1992 byla do univerzity začleněna bývalá Pedagogická fakulta ve Zwickau a škola byla přejmenována na Technickou univerzitu v Chemnitz-Zwickau. Se založením Ekonomické fakulty (1993), Filozofické fakulty (1994), Fakulty humanitních a sociálních věd (2009) se původně výhradně přírodovědný a technický profil univerzity rozšiřoval na tzv. úplnou univerzitu. Roku 1997 byla škola opět přejmenována a dostala svůj současný název Technická univerzita v Chemnitz. V roce 2009 tu na osmi fakultách vyučovalo 159 profesorů. Jedním z nich byl český historik Miloš Řezník, jenž v letech 2009–2014 vykonával funkci proděkana Filozofické fakulty. S více než 10 000 studenty se tato vysoká škola stala třetí největší univerzitou ve Svobodném státě Sasko po Technické univerzitě v Drážďanech a Lipské univerzitě.
V rámci „Spolkové a zemské iniciativy na podpory vědy a výzkumu na německých univerzitách“ byl do roku 2017 na TU Chemnitz financován výzkumný program MERGE – Technologická fúze multifunkčních lehkých konstrukcí. Kromě toho je univerzita zapojena do spolupráce na excelentním programu TUD Center for Advancing Electronics Dresden. Technická univerzita v Saské Kamenici se s úspěchem zúčastnila obou kol programu pro podporu žen-profesorek, který je financován spolkovou a zemskou vládou.

## Struktura

### Fakulty
- Fakulta přírodních věd
- Fakulta matematiky
- Fakulta strojírenství

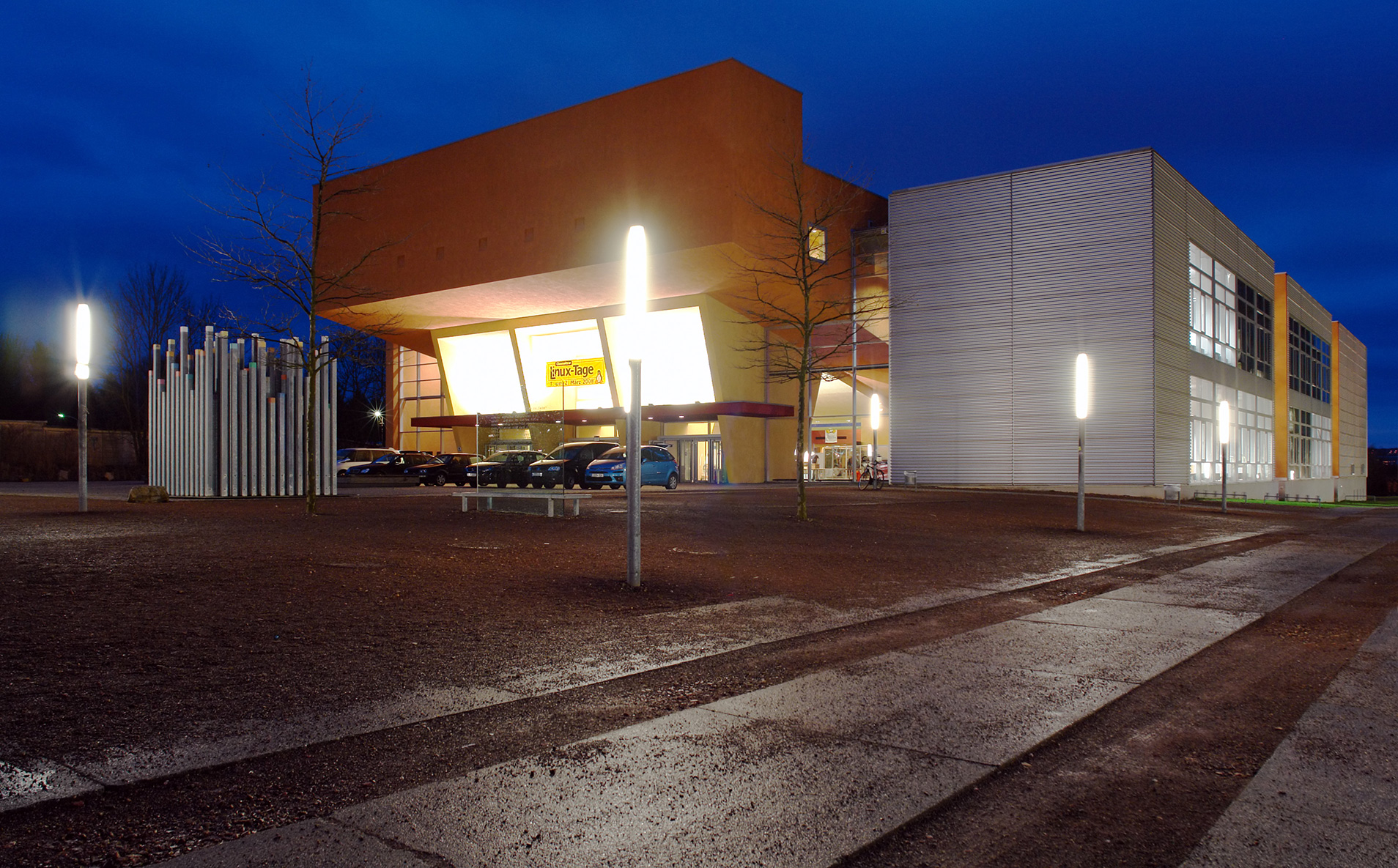
Nová posluchárna („Oranžerie“)

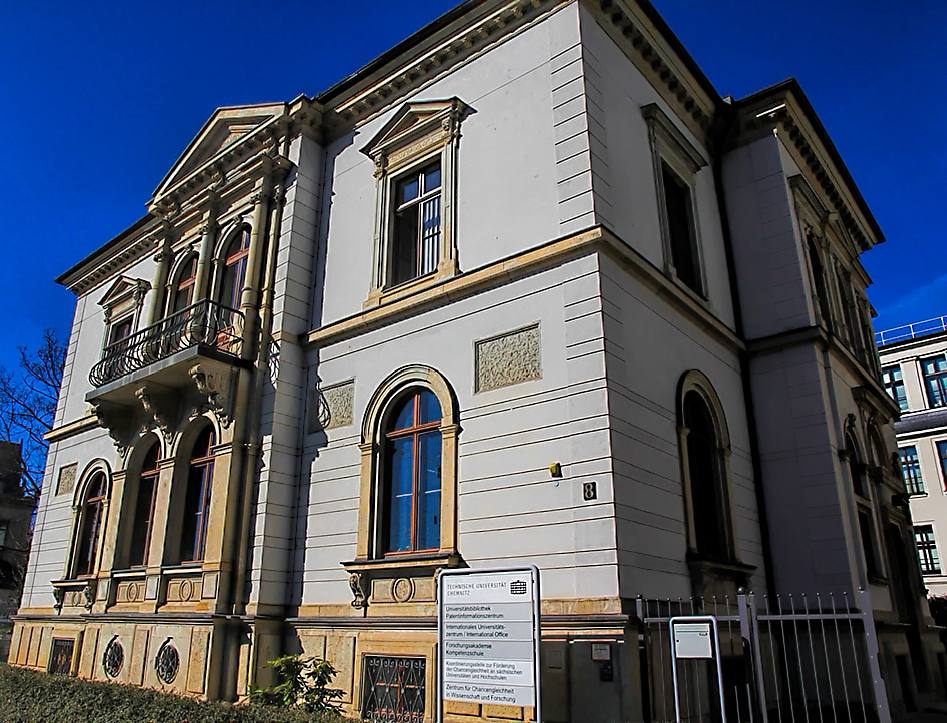
Patentové informační centrum

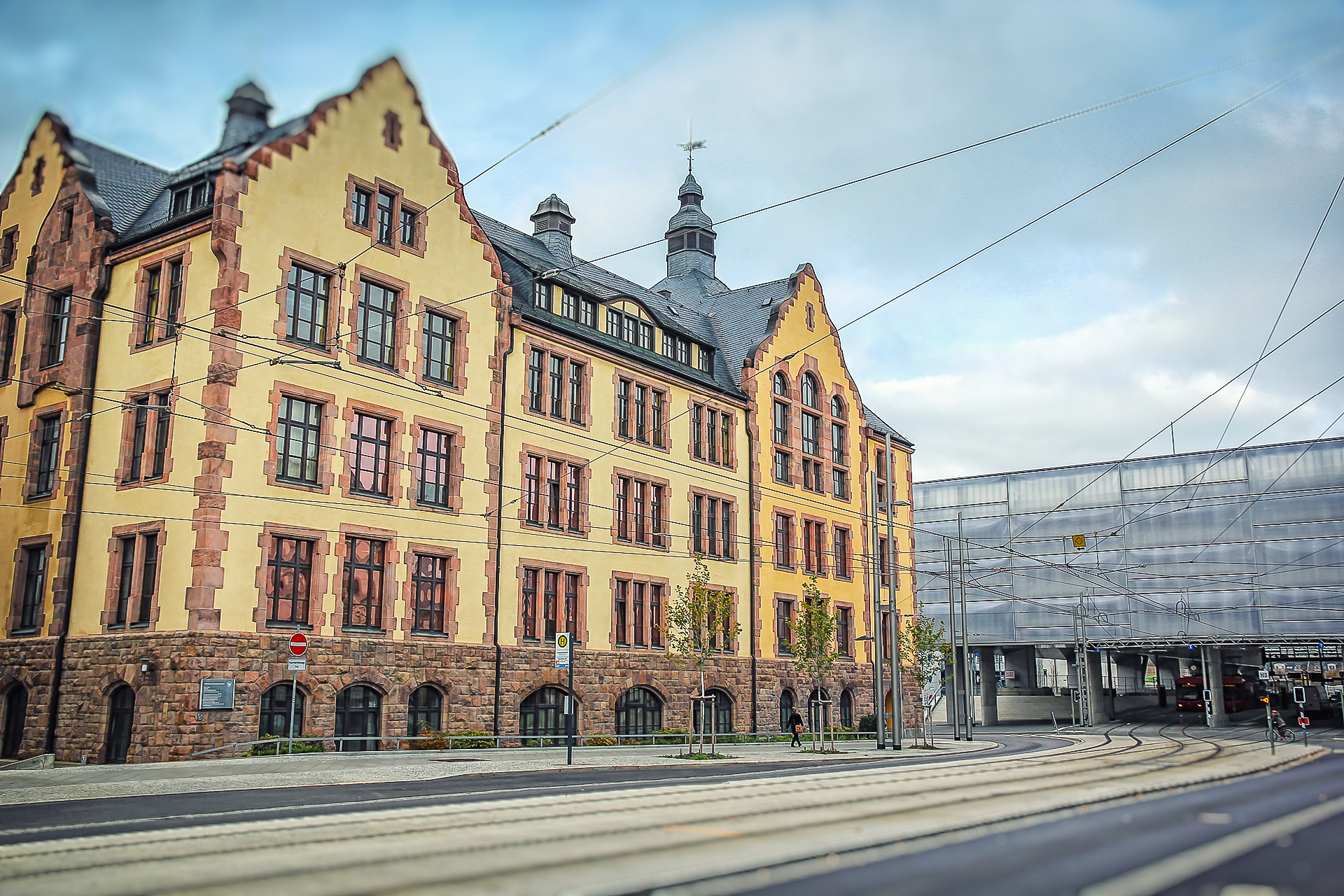
Univerzitní knihovna

- Fakulta elektrotechniky a informační techniky
- Fakulta informatiky
- Ekonomická fakulta
- Filozofická fakulta
- Fakulta humanitních a společenských věd

### Centrální instituce
- Akademie pro vědecký transfer (Chemnitz Management Institute of Technology a Centrum pro zakládání podniků
- Excelentní výzkumný program Technologická fúze multifunkčních lehkých konstrukcí
- Výzkumná akademie se školou kompetencí
- Vysokoškolské didaktické centrum v Sasku
- Mezinárodní univerzitní centrum
- Univerzitní knihovna
- Univerzitní centrum výpočetní techniky
- Centrum pro cizí jazyky
- Centrum pro vzdělávání učitelů
- Centrum pro mikrotechnologie

### Přidružené ústavy
- Cetex Institut pro textilní a zpracovatelské stroje (nezisková společnost s ručením omezeným)
- Institut pro konstrukce a ocelobetonové stavby (nezisková společnost s ručením omezeným)
- Institut pro mechatroniku (sdružení)
- Saský institut pro výzkum textilu (sdružení)
- TUCed GmBH – Přidružený institut pro pokračující vzdělávání a vědecký transfer

## Kampus

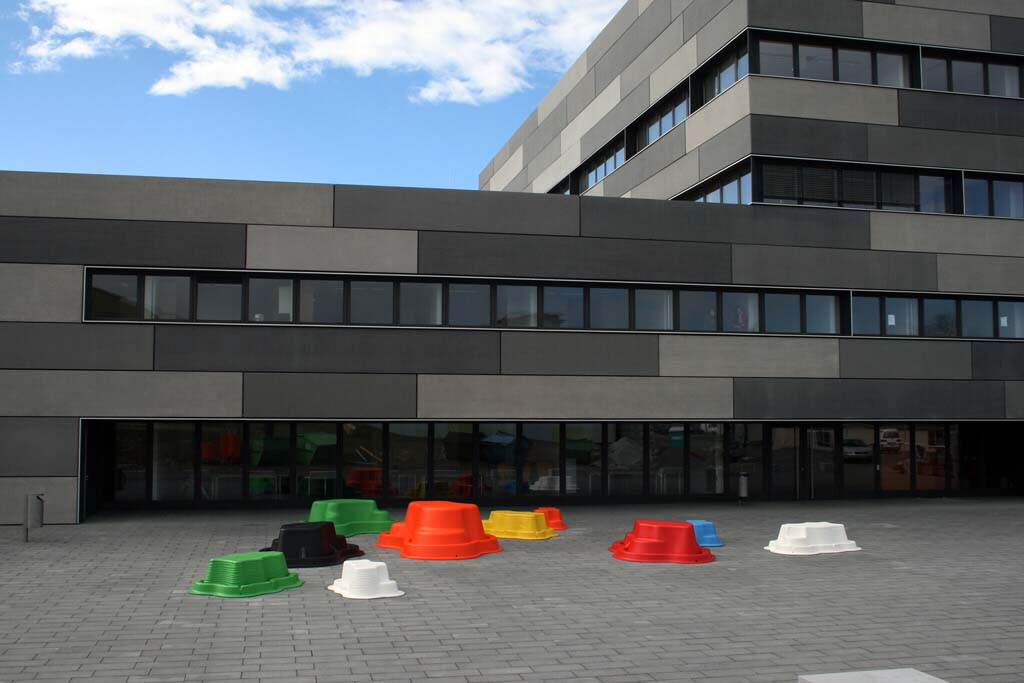
Ústav pro fyziku a tzv. čisté pracoviště (cleanroom)

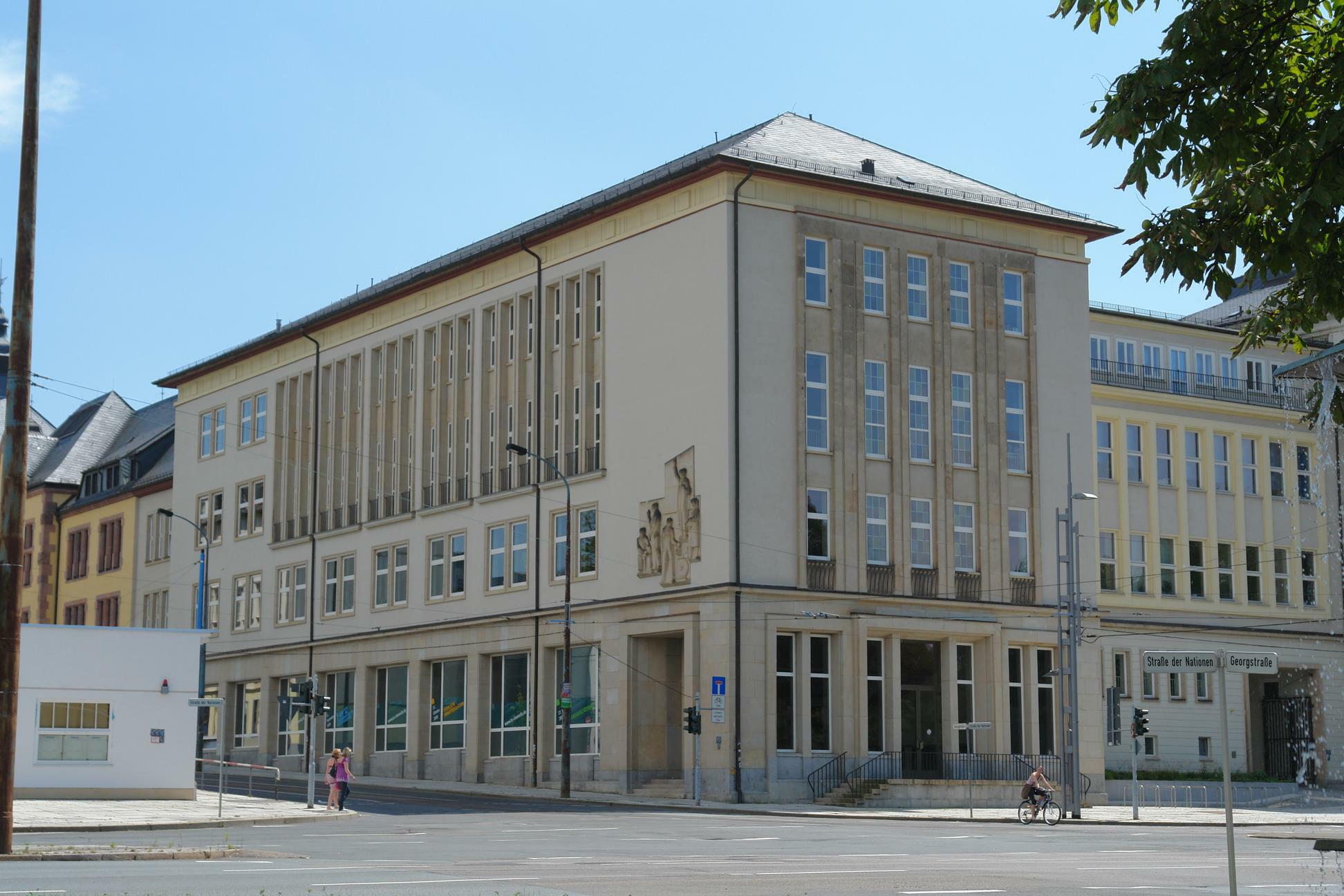
Budova TU Chemnitz na rohu Georgstraße

Vzhledem ke značnému rozrůstání TU Chemnitz jsou budovy rozptýleny po celém městě, přičemž ústředním kampusem je areál v Reichenhainer Straße. V současné době sídlí univerzita ve čtyřech lokalitách:

### 1) Straße der Nationen
V centru města Saská Kamenice, naproti hlavnímu vlakovému nádraží, se nachází část 1, která zahrnuje budovy v Straße der Nationen 62 (Böttcherova budova), Bahnhofstraße 8 (Patentové informační centrum) a budova v Carolastraße 8. Sídlí zde vedení univerzity (rektorát, kancléř, některá pododdělení), dále centrální knihovna a univerzitní centrum výpočetní techniky. Ve výše uvedených ulicích se rovněž nacházejí sídla Fakulty informatiky, Katedry chemie Fakulty přírodních věd a části Fakulty strojírenství.

### 2) Reichenhainer Straße (kampus)
Část 2 v Reichenhainer Straße, v městské části Bernsdorf jihovýchodně od centra, má nejblíže ke skutečnému kampusu. Nacházejí se zde např. nová menza, kampusová knihovna, univerzitní archiv, sídlí zde studentská rada a nezisková organizace Studentenwerk Chemnitz-Zwickau. Kromě toho je areál v Reichenhainer Straße domovem Ekonomické fakulty, Fakulty matematiky, Fakulty elektrotechniky a informační techniky, nově postavený Ústav pro fyziku a tzv. čisté pracoviště (cleanroom) pro Fakultu přírodních věd. Dále jsou zde opět některé části Fakulty strojírenství a části Filozofické fakulty.
Součástí areálu je rovněž Ústřední posluchárna, která byla postavena v letech 1996–1997 za 33 milionů západoněmeckých marek. Disponuje celkem 2576 místy ve čtyřech přednáškových sálech a čtrnácti seminárních místnostech. Kvůli svému vnějšímu nátěru se běžně nazývá „Oranžerie“.
Hned vedle se nachází „Budova Adolfa Ferdinanda Weinholda“, což je největší budova v areálu Reichenhainer Straße, pokud jde o využitelný prostor. V letech 2010–2013 prošla kompletní rekonstrukcí za 55, 25 milionů €. Zahrnuje dva přednáškové sály, 14 seminárních místností, 8 jazykových kabinetů, 90 laboratoří, jakož i 144 kancelářských místností. V roce 2014 byla budova oceněna cenou Architekturpreis Beton.
V bezprostřední blízkosti jsou všechny studentské koleje, sportovní zařízení pro univerzitní kluby, Fraunhoferův institut pro obráběcí stroje a technologii tváření (IWU) a Fraunhoferův institut pro elektrické nanosystémy (ENAS).

### 3) Erfenschlager Straße
Část 3, v Erfenschlager Straße, je poněkud vzdálená a sídlí v ní části Fakulty strojírenství a Ekonomické fakulty (inovační výzkum, zakladatelská síť SAXEED).

### 4) Wilhelm-Raabe-Straße
Část 4, která se nachází ve Wilhelm-Raabe-Straße, je součástí Fakulty humanitních a společenských věd (Institut pro psychologii).

## Osobnosti

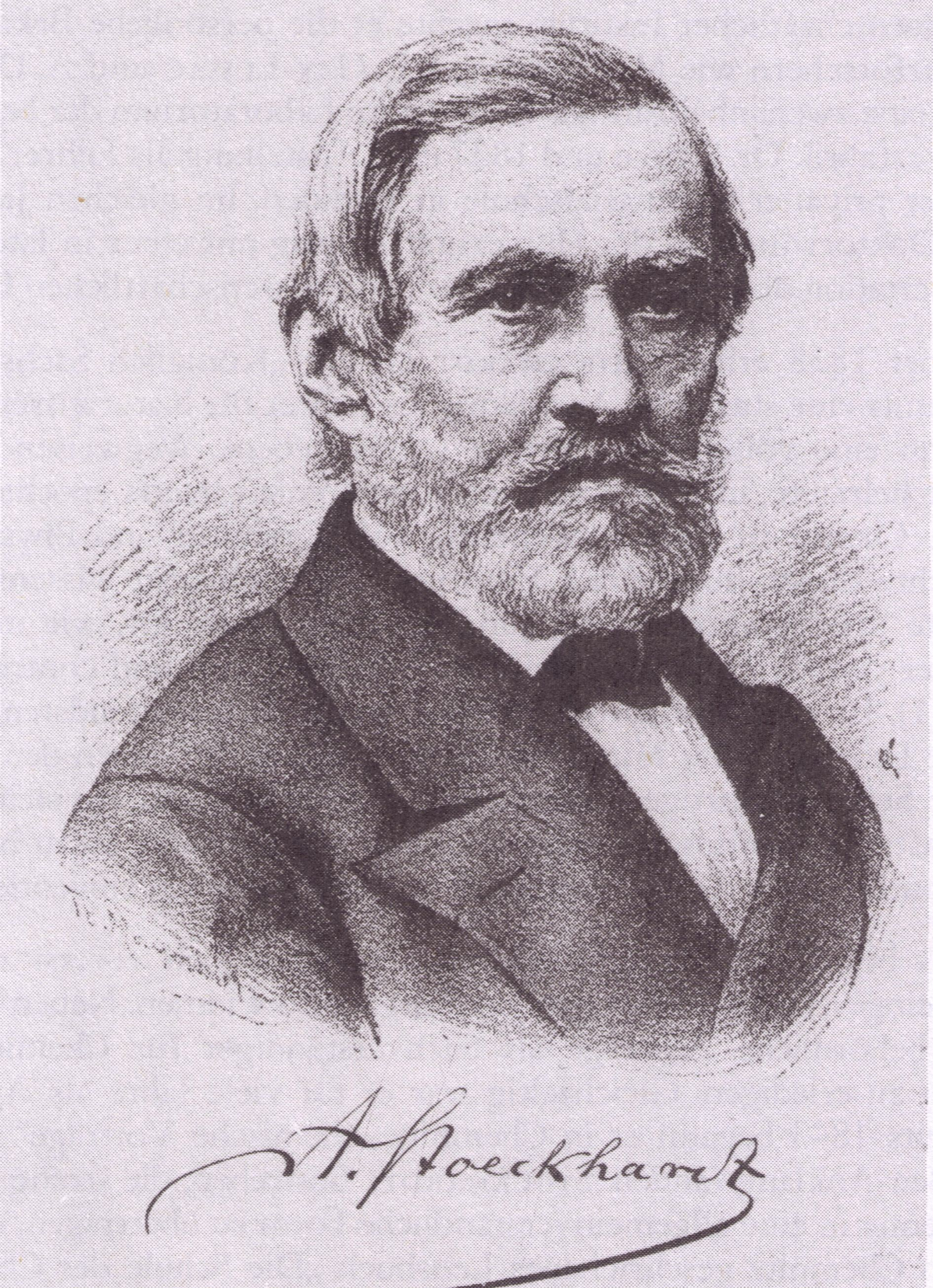
Julius Adolph Stöckhardt

- Julius Adolph Stöckhardt (1809–1886) – Zemědělský chemik, od roku 1838 učitel přírodních věd na průmyslové škole v Saské Kamenici. Jeho učebnice Schule der Chemie, publikovaná roku 1846 byla jednou z nejúspěšnějších učebnic chemie své doby. Vyšla ve dvaceti vydáních a byla přeložena do řady jazyků.
- Julius Ambrosius Hülße (1812–1876) – Matematik a technik, který byl od roku 1841 prvním učitelem průmyslové školy v Saské Kamenici.
- Eduard Theodor Böttcher (1829–1893) – Mechanik a rektor Královské průmyslové školy v Saské Kamenici v letech 1866–1876. Během této doby se průmyslová škola změnila na vyšší technický institut.
- Adolf Ferdinand Weinhold (1841–1917) – Fyzik a chemik, jenž byl od roku 1865 učitelem fyziky v Saské Kamenici. V roce 1870 mu byl udělen profesorský titul. Ve své učebnici Physikalische Demonstrationen popsal vakuovou nádobu pro laboratorní účely, z níž se později vyvinula termoska.

## Podpůrčí sdružení
V roce 1994 byla založena „Ekonomická společnost v Saské Kamenici“ (Chemnitzer Wirtschaftswissenschaftliche Gesellschaft e.V. ; zkráceně CGW), což je sdružení absolventů a sponzorů Ekonomické fakulty TU Chemnitz. Věnuje se třem základním úkolům, jimiž jsou podpora předávání znalostí, udržování kontaktů s absolventy a podpora výuky a výzkumu.